# Jan Gudmand-Høyer
Jan Gudmand-Høyer (6 de febrer de 1936, Copenhaguen, 6 de març de 2017, Farum) va ser un arquitecte danès format a l'Acadèmia de les Arts de Copenhaguen i la Universitat de Harvard, EUA, conegut principalment com el creador d'associacions d'habitatges. Va ser responsable de la construcció de més de 50 associacions d'habitatges tant a Dinamarca com als EUA. El primer que es va planificar va ser Skråplanet a Jonstrup pel municipi de Furesø, construït el 1973.

## Biografia
En Jan Gudmand-Høyer a més de les tasques habituals del seu ofici, va estudiar formes alternatives d'habitatge, principalment associacions d'habitatge, que va desenvolupar des dels anys 60 tant escrivint sobre elles, en la seva docència, com en la pràctica arquitectònica. En Gudmand-Høyer posà molt èmfasi en la participació dels usuaris en la fase de disseny. Per tot plegat, sovint, els habitatges esdevenien una alternativa als tipus d'habitatge tradicionals, originant interès arreu del món.
El 1970, va exposar a Charlottenborg una estratègia de comunitat d'habitatges per a quatre generacions, que es va realitzar tant a Østerhøj com a Egebjerg pel municipi de Ballerup.
En Gudmand-Høyer ha inspirat noves formacions urbanes, p. a Austràlia, els Estats Units i el Canadà.

### Educació
Escola Metropolitana 1955; Acadèmia d'Art de Copenhaguen, ark.sk. 1955-60; Universitat Harvard, EUA 1960-61.

### Càrrecs
Ans. a Henning Larsen 1962-63; amb Jørn Utzon 1963-65;
Estudi de dibuix amb Ebbe Melgaard, Karl Aage Henk i Arne Arcel 1965-67;
Saló propi del 1967; Auxiliar docent. a Kunstakad. Kbh., Ark.sk. 1965; censor KE 1970;
Director de curs a HABITAT, Brussel·les 1971; igual, Liverpool 1981; a Kunstakad. Kbh. 1975-78;
Professor associat d' Arquitectura amb Angels Colom: Estudi de disseny Colom & Gudmand-Høyer des de 1985.
Professor ajudant d'investigació, 1986; byplankons. per a la nova ciutat ideal a l'illa de Vancouver, Brit. Colòmbia.

### Beques i premis
Beca Harvard, Beca Fullbright 1960; EF-pr. 1991;
Premi Glulam 1994 (Vingehuset, Ballerup).

## Exposicions
Charl. Primavera 1970; Archibo, Ishøj 1970;
HÀBITAT, Brussel·les 1971;
Meet the Architect, Louisiana 1979;
Ark.foren. exposat a Stat. Ratolí. per l'Art 1980;
HÀBITAT, Liverpool 1981;
Int. Housing Conf., Glasgow 1987;
New Arch., East Killsbride, Anglaterra 1991;
Breaking down the Walls, North American Co-Housing Assoc., Colorado, EUA 1993.

## Obres destacades
Bofælleskabet Skråplanet (1963-73);
Casa rural, Ordrup Næs (1964);
Z-husene, Ishøj (1970); Escàndol. Miljøcenter, Kokkedal (1973);
Associació d'habitatge Trudeslund, Birkerød (1976-78);
Bofælleskabet, Smørum (1976-78, sm Bymidtens ark.kontor);
Associació d'habitatge, Himmelev prop de Roskilde, Furesøbad (1979-80, sm Jes Edvars). Juntament amb Àngels Colom;
Pla local i edifici. de les ciutats expositives Egebjerg i Østerhøj, Ballerup, (1990, 1.pr. 1985);
Baldersbo i 2a etapa Østerhøj, smst. l'associació d'habitatge (1988-91);
Søbredden i Egebjerggård II i III, smst.; Vingehuset, smst. (1989, sm billedh. Niels Guttormsen); Forsamlingshus Kirke-Værløse Kirke, Kirke-Værløse (1992); renovar. per Westend, Kbh. Projectes: Robert Jacobsen mouse. (1963);
Ciutat taller i centre comercial, Værløse (1963-66); experimental., Brovst (1967);
Associació d'habitatges Farum, habitatge col·lectiu amb equipaments comunitaris i espai cobert (1968-69); ampliació del RUC, 5a etapa (1970-73);
Roskilde Østby (1974). Juntament amb Àngels Colom: Cementiri i Capella d'Igualada, Catalunya (1981); ciutat turística de Barbados (1981-83).

## Literatura
Títol: Assessor d'usuaris i associacions d'habitatge.
L'arquitecte, Årg. 86, núm. 7 (1984)
Títol: No només cases de gent, també cases de gent : la idea de les associacions d'habitatge enguany fa vintè aniversari, les experiències han estat cares, però tant el desenvolupament del mercat laboral com matrimonial funciona per la causa: Augment de la flexibilitat i la comunitat al voltant de la llar
Informació, 1984-04-04
Títol: Per això es veuen així: l'arquitectura de les associacions d'habitatge
From Where We Live, [editat per] Ove R. Drevet, 1986
Títol: La vida a l'avió : La primera associació d'habitatges de Dinamarca "Skråplanet" aviat podrà celebrar el seu 25è aniversari
Peter Aagaard, entrevista amb Jan Gudmand-Høyer
Kristeligt dagblad, 26-02-1997
Títol: Democràcia camperola
Berlingske tidende, 09-10-1971
Títol: Æblevangen, associació d'habitatge a Smørum
Arquitectura DK, Any. 28, núm. 6 (1984)
Títol: Construcció controlada per l'usuari: exemples de la influència dels veïns en la realització d'una construcció.
L'arquitecte, Årg. 79, núm. 22 (1977)
Títol: Arquitectura alliberadora
Política, 29-12-1998
Títol: Jernstøberiet, associació d'habitatge a Himmelev a Roskilde
Arquitectura DK, Any. 28, núm. 6 (1984)
Títol: La baula que falta entre la utopia i la casa unifamiliar antiquata
Informació, 26-06-1968
Títol: Col·lectiu d'habitatge integrat.
L'arquitecte, Årg. 73, núm. 20 (1971)
Títol: Nørrebro tomorrow
L'arquitecte, Årg. 74, núm. 3 (1972)
Títol: Una mica sobre el vell Vanløse
de Georg Vitrup Rinfeldt
Troba el Bogtrykkeri de Christensen (1952)
Títol A la carrera
Birgit Vogelius; Jan Gudmand-Høyer
Comissió de material d'associacions de professors (1964)
Llibres The Globe. 7
Títol Col·lectiu d'habitatge integrat
(1970)
Títol: Jazz
Jens Bjerg; Jan Gudmand-Høyer
Comissió de material d'associacions de professors (1964)
Llibres The Globe. 6
Títol: Habitatge col·lectiu a Farum
L'arquitecte, Årg. 72 (1970)
Títol: L'arquitecte i la consciència
Informació 26.6.1968;
Títol: La ciutat com a mecanisme de contacte
(Ark. 1970, 642-45);
Títol: Construcció controlada per l'usuari (1977, 468-71)
Títol: CoHousing
McCamant i Durrett : CoHousing ,
Berkeley 1988, 90-97, 132-47
Títol: Comunitats Col·laboratives
Dorrit Fromm : NY 1991, 14-18, 26f, 34-44;
Títol The Hidden People
Niels Ulfner
Urbanismes & Arch., 1991.